# Thailands försvarsmakt
Thailändska försvarsmakten (thai: กองทัพไทย: Kong Thap Thai), består av följande försvarsgrenar:
- Thailands armé
- Thailands flotta
- Thailands flygvapen